# Jehangir Naigamwalla
Jehangir J. Naigamwalla (fl. XX secolo) è stato un nuotatore e pallanuotista indiano.

## Biografia
Ha rappresentato l'India ai Giochi olimpici estivi di Helsinki 1952 nel torneo di pallanuoto.
Ai Giochi asiatici del 1951, ha vinto 2 bronzi, rispettivamente sui 200m rana s Staffetta 3x100 mista.